# Encyclopedia of Religion
The Encyclopedia of Religion é uma enciclopédia internacional, em inglês, que apresenta as principais ideias, práticas e personalidades da história das religiões humana desde o Paleolítico até o período contemporâneo. A obra foi publicada pela editora americana Macmillan Reference USA, que pertence ao grupo editorial Thomson-Gale, que por sua vez é propriedade da Thomson Corporation. A primeira edição da Encyclopedia of Religion, contendo 16 volumes, foi publicada em 1987 sob a coordenação de Mircea Eliade, um cientista e escritor romeno, que organizou e liderou o programa de História das Religiões na Universidade de Chicago.
A segunda e última edição, publicada em 2005, sob a coordenação de Lindsay Jones, professora associada do Departamento de Estudos Comparativos da Ohio State University, contém 10.735+ páginas CLXVI, divididas em 15 volumes.
Mais de dois mil professores, especialistas e pesquisadores no estudo das religiões de todo o mundo colaboraram na elaboração dos artigos, sendo definidas e apresentadas cerca de 3.300 entradas.
A Enciclopédia da Religião é a primeira publicação acadêmica internacional no campo das religiões a aparecer depois da Encyclopædia of Religion and Ethics, editada por James Hastings, em colaboração com vários estudiosos, e publicada entre 1906 e 1926.